# 特里 (密西西比州)
特里（英語：Terry）是位於美國密西西比州海恩茲縣的城鎮。

## 人口
根據2020年美國人口普查的數據，特里的面積為9.93平方千米，當中陸地面積為9.88平方千米，而水域面積為0.05平方千米。當地共有人口1304人，而人口密度為每平方千米131人。